# III. Igor kijevi nagyfejedelem
III. Igor Jaroszlavics, más írásmóddal Ingvar (oroszul: Ингварь Ярославич), (1152 k. – 1220) kijevi nagyfejedelem 1202-ben és 1214-ben.
II. Jaroszláv fiaként született. 1180-ban csatlakozott II. Rurik III. Szvjataszláv ellenes harcához. 1183-ban befogadta a Halicsból elűzött Vlagyimir Jaroszlavicsot. 1202-ben az elűzött II. Rurik helyébe tették meg Kijev nagyfejedelmének. Azonban Rurik még ebben az évben visszaszerezte hatalmát. 1207-ben a lengyel hercegek elűzték Vlagyimir Igorevics Vlagyimir-volyni fejedelmet, területét pedig átadták Igornak. A bojárok ellenségeskedés miatt azonban hamarosan elvesztette a területet. 1208 és 1211 között fiát küldte Dániel Romanovics segítésére, aki a novgorod-szeverszki Igor fiai ellen harcolt. 1214-ben III. Msztyiszlávval Kijev és az akkori nagyfejedelem, IV. Vszevolod ellen vonult. Kijev bevétele után Igor rövid ideig nagyfejedelemként uralkodott, de hamarosan átengedte a hatalom gyakorlását Msztyiszlávnak, maga pedig lucki birtokaira vonult vissza.

## Fordítás
- Ez a szócikk részben vagy egészben  az   Ingvar of Kiev című angol Wikipédia-szócikk fordításán alapul.  Az eredeti cikk szerkesztőit annak laptörténete sorolja fel. Ez a jelzés csupán a megfogalmazás eredetét és a szerzői jogokat jelzi, nem szolgál a cikkben szereplő információk forrásmegjelöléseként.
- Ez a szócikk részben vagy egészben  a(z)   Ингварь Ярославич című orosz Wikipédia-szócikk fordításán alapul.  Az eredeti cikk szerkesztőit annak laptörténete sorolja fel. Ez a jelzés csupán a megfogalmazás eredetét és a szerzői jogokat jelzi, nem szolgál a cikkben szereplő információk forrásmegjelöléseként.